# Närmastgrund
Närmastgrund är ett skär i Åland (Finland). Det ligger i Skärgårdshavet eller Bottenhavet och i kommunen Hammarland i landskapet Åland, i den sydvästra delen av landet. Ön ligger omkring 31 kilometer nordväst om Mariehamn och omkring 290 kilometer väster om Helsingfors.
Öns area är 2,2 hektar och dess största längd är 260 meter i nord-sydlig riktning. I omgivningarna runt Närmastgrund växer i huvudsak blandskog. Runt Närmastgrund är det glesbefolkat, med 11 invånare per kvadratkilometer.. Närmaste större samhälle är Finström, 16,4 km öster om Närmastgrund.